# Jazon Medeji priseže večno naklonjenost (de Troy)
Jazon Medeji priseže večno naklonjenost je slika olje na platnu francoskega slikarja Jeana Françoisa de Troyja iz leta 1742–43. Hrani se v Narodni galeriji v Londonu.
To je prva slika v seriji sedmih ilustracij zgodbe o Jazonu, ki jih je Jean-François de Troy izdelal kot skice za kartone za tapiserije Gobelinov v Parizu. Galerija ima še eno skico iz iste serije: Ujetje zlatega runa. 
Po Metamorfozah rimskega pesnika Ovida (7. knjiga) je bil Jazon poslan, da ukrade zlato runo iz Kolhide ob Črnem morju. Pomagala mu je čarovnica Medeja, hči kolhidskega kralja, s katero se je poročil, a jo je kasneje zapustil.

## Opis
Na sliki vidimo Jazona in Medejo globoko v gozdu pri oltarju Hekate, boginje lune in čarovništva. Jazon je prijel Medejo za roko in jo prosi, naj mu pomaga ujeti zlato runo, ter ji obljubi, da se bo v zameno z njo poročil. Kupid izstreljuje puščico, ki jo usmeri Himen, bog zakona, proti Jazonovemu srcu. Jazon priseže, da so Hekatini sveti obredi resnični in Medeja, ki mu verjame, mu da čarobna zelišča za zaščito. Medeja je upodobljena v eksotičnem kostumu, primernem za vzhodnjaško princeso. Iz svoje košare vzame rezino in jo položi v Jazonovo roko.
Kompozicija je strukturirana na nizu impliciranih diagonal, ki sledijo linijam Kupidove puščice in okončinam drugih figur (Hekate in Medejine desne roke ter Jazonove desne noge), ki se križajo na čarobnih zeliščih, ki jih je Medeja položila v Jazonovo roko. Na tem mestu se srečata tudi odmikajoči se diagonalni liniji podstavka in rustikalne ograje v perspektivnem sistemu slike, ki pritegneta pogled v središče slike in poudarita njen pomen.
Med skico in končano tapiserijo je bilo narejenih zelo malo sprememb. Za kipom Hekate je bila dodana veličastna tempeljska kolonada, njena poza pa je bila nekoliko spremenjena, da je bolj spominjala na Diano, glavno boginjo lune. De Troy je spodaj levo dodal psa, morda sklicevanje na tuljenje psov, za katere nekateri starodavni avtorji pravijo, da so napovedali Hekatin pristop, vendar bolj verjetno kot simbol zakonske zvestobe.